# Haringhaai
De haringhaai of neushaai (Lamna nasus) is een haai uit de familie van Haringhaaien (Lamnidae). Samen met zes andere families behoren de Lamnidae tot de orde van de Lamniformes.

## Uiterlijk
De haringhaai kan wel vijftig jaar oud en maximaal 3,50 meter lang worden. Het hoogste gepubliceerde gewicht was 250 kg. Opvallend zijn de grote zwarte ogen, de spitse, kegelvormige snuit en kleine, scherpe, smalle tanden. Van boven is de haai donkergrijs, aan de onderkant wit.

## Leefwijze
Deze haaiensoort leeft afzonderlijk of in scholen en jaagt op kleine scholen diepzeevissen, andere haaien en pijlinktvissen. Haringhaaien worden pas na ongeveer twintig jaar geslachtsrijp. Anders dan de meeste vissen zijn ze levendbarend: na een draagtijd van circa negen maanden worden vrijzwemmende jongen gebaard. Als draagkrachtstrategen produceren ze bovendien relatief weinig jongen. De minimale populatieverdubbelingstijd is ruim veertien jaar. Het herstelvermogen na overbevissing is -zoals bij veel soorten haaien- daardoor zeer laag.
De haringhaai komt voor in de Atlantische Oceaan, het Middellandse Zeegebied, het zuidwesten en zuidoosten van de Grote Oceaan en de Indische Oceaan. Hij komt ook voor in de Noordzee en werd volgens Nijssen & de Groot (1987) in de zomer sporadisch waargenomen in het Nederlandse kustwater.

## Relatie met de mens
Op de haringhaai wordt commercieel gevist en voor de hengelsport gevangen. Het vlees wordt gebruikt voor menselijke consumptie: voor olie en vismeel. De vinnen worden gebruikt voor haaienvinnensoep. Het vlees kan gebraden of geroosterd worden.
De haringhaai wordt beschouwd als potentieel gevaar voor duikers wegens zijn grootte en activiteit, maar er zijn geen of zeer weinig aanvallen op mensen of boten geweest. Het dier is in staat om iemand te verwonden, maar is niet dodelijk.
De haringhaai staat als kwetsbaar op de internationale Rode Lijst van de IUCN. In 2011 werd vangst van de Haringhaai in geheel Europa en vanaf ieder onder een Europese vlag varend schip verboden (verordening 57/2011 van de Europese Raad van 18 januari 2011, art. 8). Per ongeluk gevangen dieren moeten zo snel mogelijk worden teruggezet. Zelfs reeds dode exemplaren mogen niet aan wal gebracht of verkocht worden. De verwachting is dat de soort vanaf 14 september 2014 officieel beschermd zal worden middels de nieuwe IUCN-overeenkomst die dan gemaakt zal worden.

### Kamervragen over deze internationale regelgeving
In augustus 2011 werd een drie meter lange haringhaai uit de Noordzee geveild op de visafslag van Scheveningen. Een vishandelaar uit Katwijk kocht het dier en verkocht het vrijwel onmiddellijk door aan een restaurant in dezelfde plaats, dat het direct op het menu plaatste. 
Het hele voorval trok van begin af publieke belangstelling en Kamerlid Ouwehand, gevolgd door Jacobi, stelde vragen hoe het mogelijk was dat een formeel beschermd dier tegen alle regels in ongehinderd openlijk verhandeld en geconsumeerd kon worden.